# قصیده لامیه
قصیده لامیه سرودهٔ سراج‌الدین اوشی به زبان عربی با موضوع توحید است که به فارسی و ترکی نیز ترجمه شد.

## تاریخچه
این قصیده  توسط حسن وثوق (وثوق الدوله)، نخست وزیر نامدار ایران و عاقد قرارداد مشهور ۱۹۱۹ سروده شده‌است. این قصیده که برخی ابیات آن از فرط شهرت به صورت ضرب‌المثل درآمده‌است، از شاهکارهای زبان و ادبیات فارسی در دوران معاصر محسوب می‌شود.
لازم است ذکر شود که جز این قصیده که بعدها به قصیده لامیه معروف شد، منظومه‌های متعدد دیگری نیز از شاعران و ادیبان دیگر (به فارسی و عربی)، با عنوان قصیده لامیه سروده شده‌اند.

## شأن نزول
دکتر باقر عاقلی در جلد سوم کتاب مشهور خویش، شرح حال رجال سیاسی و نظامی معاصر ایران، ذیل شرح حال وثوق الدوله، در مورد زمان سروده شدن این مثنوی می‌نویسد:
...[بعد از آنکه] قرارداد ۱۹۱۹ سر نگرفت و احمد شاه به ایران بازگشت و وثوق‌الدوله در تیر ماه ۱۲۹۹ از ریاست دولت کناره‌گیری نموده به سلیمانیه رفت، پس از سرودن این مثنوی به اروپا سفر کرد.
وی در ادامه نوشته خویش، چند بیتی از این مثنوی را نیز، نقل نموده‌است.
همچنین دکتر حسن ذوالفقاری در کتاب داستان‌های امثال، به نقل از فرهنگ نامهٔ امثال و حکم ایرانی، شأن نزول این قصیده را چنین ذکر کرده‌است:
وثوق الوله در حال شکست سیاسی و تبعید، با حالی زار با اتومبیل به طرف شمال در حرکت بود که گاوی با شاخ خود به طرف ماشین حمله برد و به رادیاتور ماشین صدمه زد؛ و وثوق الدوله تحت تأثیر این واقعه و با توجه به بدبیاری‌های سابق خویش، سرود:
چون بد آید، هر چه آید بد شود یک بلا ده گردد و ده صد شود
آتش از گرمی فتد مهر از فروغ فلسفه باطل شود، منطق دروغ
پهلوانی را بغلطاند خَسی پشه‌ای غالب شود بر کرکسی...

## گزیده ابیات قصیده
چون بد آید هرچه آید بد شود
یک بلا ده گردد و ده صد شود
آتش از گرمی فتد، مهر از فروغ
فلسفه باطل شود، منطق دروغ
پهلـوانی را بغلطاند خسی
پشه‌ای غالب شود، بر کرکسی
کور گردد چشم عقل کنجکاو
بشکند گردونه‌ای را شاخ گاو
نیکبختان راست ابر فرودین
زیب بخش ملک و مشاطه زمین
تیره بختان راست باران بهار
سیل خرمن کوب و برق شعله بار
آن یکی چون مرغ پرد بر اثیر
درنوردد شش جهت را روی و زیر
نی بلا دامی به راهش افکند
نی کمند حادثه بر وی تند
این یکی آهسته پیماید رهی
لغزدش پائی و افتد در چهی
این یکی را آب سیل خانه کوب
آن یکی را مرکب سهل الرکوب
خاک آن را نیشکر بارآورد
این یکی را حنظل و خار آورد
این یکی را آتش افروزد چراغ
بر دل آن یک نهد چون لاله داغ
این یکی را باد پیک مژده بر
این یکی را حامل رنج و خطر